# زعرارة
زعرارة تعتبر زعرارة من القري المنتشرة في الجبل الغربي بليبيا حيت تقع على بعد 250 كم جنوب غرب مدينة طرابلس وعلى بعد سبعين كم شرق مدينة نالوت ويحدها من الشمال منطقة الجوش ومن الغرب منطقة الحرابة ومنطقة تيجي ومن الجنوب تمتد ارضيها عبر الظاهر خاصة في مناطق سيح القفول وسيح الغار وصولا إلى رميلة الغزالة وبير ولاس وغيرها من المناطق التي تشترك فيها مع وطن الحرابة اما من الشرق فيحدها وطن فساطو وهو ما يعرف بالرحيبات حاليا.